# Love Live! School Idol Project
Love Live! School Idol Project (jap. ラブライブ!, Rabu Raibu!) ist eine Mangaserie von Sakurako Kimino und Arumi Tokita. Sie erscheint seit 2012 in Japan und erhielt mehrere Spin-off-Mangas, Videospiele, eine Light Novel sowie eine Anime-Fernsehserie. Außerdem fanden zu der sich um eine Schüler-Idol-Gruppe drehenden Serie Konzerte mit den Synchronsprechern und Sängern aus der Verfilmung statt und viele der thematisierten oder eingespielten Musikstücke erschienen bei Lantis auf CD. Das auch ins Deutsche übersetzte Werk ist in die Genres Seinen und Comedy einzuordnen.

## Inhalt
Die Oberschülerin Honoka Kōsaka (高坂 穂乃果) liebt ihre Schule und ist betrübt, als diese geschlossen werden soll, weil es zu wenige neue Bewerber gibt. Beim Besuch der Schule ihrer kleinen Schwester lernt sie deren Idol-Schulband A-Rise kennen, die an der Schule und darüber hinaus beliebt ist. Daraufhin gründet Honoka gemeinsam mit ihren Freundinnen Umi Sonoda und Kotori Minami die eigene Idol-Gruppe μ's (ミューズ, Myūzu/muse), um ihre Schule bekannter zu machen und neue Bewerber anzulocken. Dies gelingt ihnen, und bald nehmen sie am nationalen Wettbewerb Love Live für Schülerbands teil.

## Buchveröffentlichungen
Der Manga erschien ab Januar 2012 bei ASCII Media Works zunächst im Magazin Dengeki G's Magazine. Im Juni 2014 wechselte er ins Dengeki G's Comic. Die Kapitel erschienen auch gesammelt in bisher vier Bänden. Seit November 2016 bringt Egmont Manga eine deutsche Übersetzung mit bisher fünf Bänden heraus.
Seit Mai 2013 erscheint unter dem Titel Love Live! School Idol Diary eine Light Novel zur Serie, geschrieben von der Manga-Autorin Sakurako Kimino und illustriert von Akame Kiyose, Natsu Otono und Yūhei Murota. Bisher kamen 11 Teile heraus. Ein zweiter Manga, geschrieben von Kimino und gezeichnet von Masaru Oda, der auf der Light Novel basiert, startete im Juni 2014 im Dengeki G's Comic und erreichte bisher einen Sammelband.

## Anime-Adaption
Unter der Regie von Takahiko Kyōgoku entstand bei Sunrise 2013 eine 13-teilige Anime-Adaption des Mangas. Hauptautor und Drehbuchautor war Jukki Hanada, für das Charakterdesign waren Asako Nishida und Yūhei Murota verantwortlich. Die künstlerische Leitung lag bei Yukihiro Watanabe. Die Serie wurde ab dem 6. Januar 2013 von Tokyo MX ausgestrahlt, mit wenigen Tagen Verzögerung wurde sie auch auf Nippon BS Broadcasting Corporation, Aichi Television Broadcasting und YTV gezeigt. 2014 folgte eine zweite Staffel vom gleichen Team mit ebenfalls 13 Folgen. Eine englische Synchronfassung erschien auf DVD und wurde von Mnet America ausgestrahlt, Hero TV zeigte die Serie auf den Philippinen. Die Plattform Crunchyroll veröffentlichte die Serie unter anderem mit deutschen und englischen Untertiteln.
2015 kam mit Love Live! The School Idol Movie ein Film zur Serie heraus. Die Produktion stammt vom gleichen Team wie schon die Serie. Nach der Premiere in Japan wurde der auch in den USA, Großbritannien, den Philippinen und Taiwan gezeigt. 2016 folgte mit der Anime-Serie Love Live! Sunshine!! ein Spin-off.

### Synchronisation
| Rolle          | japanischer Sprecher (Seiyū) |
| -------------- | ---------------------------- |
| Nozomi Tōjō    | Aina Kusuda                  |
| Kotori Minami  | Aya Uchida                   |
| Honoka Kōsaka  | Emi Nitta                    |
| Maki Nishikino | Pile                         |
| Rin Hoshizora  | Riho Iida                    |
| Nico Yazawa    | Sora Tokui                   |
| Umi Sonoda     | Suzuko Mimori                |
| Eli Ayase      | Yoshino Nanjō                |
| Hanayo Koizumi | Yurika Kubo                  |

### Musik
Die Musik der Serie wurde komponiert von Yoshiaki Fujisawa. Der Vorspann ist unterlegt mit dem Lied Bokura wa Ima no Naka de (僕らは今の中で) von μ's. Für den ersten Abspann wurde Susume→Tomorrow (ススメ→トゥモロウ) von Emi Nitta, Aya Uchida und Suzuko Mimori verwendet. Die folgenden wurden mit dem Kitto Seishun ga Kikoeru (きっと青春が聞こえる) in verschiedenen Versionen unterlegt.
Während der Folgen werden folgende Lieder gespielt:
- Aishiteru Banzai! (愛してるばんざーい!) von Pile
- Bokura no Live Kimi to no Life (僕らのLIVE 君とのLIFE) von μ's
- Korekara no Someday (これからのSomeday) von μ's
- No Brand Girls von μ's
- Private Wars von A-Rise
- Start:Dash!! von Emi Nitta, Aya Uchida und Suzuko Mimori; oder Pile; oder μ's
- Susume→Tomorrow (ススメ→トゥモロウ) von Emi Nitta, Aya Uchida und Suzuko Mimori
- Wonder Zone von μ's

Der Vorspanntitel der zweiten Staffel ist Sore wa Bokutachi no Kiseki (それは僕たちの奇跡) von μ's und als Abspannlied wurde Don'na toki mo zutto (どんなときもずっと) in verschiedenen Versionen verwendet. Während der Folgen werden folgende Lieder gespielt:
- Bokura wa Ima no Naka de (僕らは今の中で) von μ's
- Dancing stars on me! von μ's
- Door of Dreams (ユメノトビラ) von μ's
- Happy Maker! von μ's
- Hurray I love you! (愛してるばんざーい!) von μ's
- KiRa-KiRa Sensation von μ's
- Kore made no Love Live! ~ Musical ver.~ (これまでのラブライブ! 〜ミュージカルver.〜) von μ's, Marie Miyake, Nozomi Yamamoto und Sayuri Hara
- Love Wing Bell von Riho Iida, Pile, Yurika Kubo, Yoshino Nanjou, Aina Kusuda und Sora Tokui
- Oh, Love & Peace! von μ's
- Private Wars von A-Rise
- Shocking Party von A-Rise
- Snow Halation von μ's
- Susume Tomorrow von μ's
- Yume no Tobira von μ's

## Videospiele
Im April 2013 erschien mit Love Live! School Idol Festival ein erstes Videospiel zum Franchise. Das Smartphone-Spiel wurde von KLab entwickelt und von Bushiroad – im Mai 2014 auch international – veröffentlicht. Im August 2014 folgte Love Live! School Idol Paradise vom Entwickler Dingo Inc., das von Kadokawa Games für die PlayStation Vita veröffentlicht wurde.